# ポラロイドGIRL
「ポラロイドGIRL」（ポラロイドガール）は、1989年9月20日に東芝EMIのイーストワールドレーベルより発売された沢田研二の53枚目のシングルである。

## 解説
この作品から新バックバンドJAZZ MASTERが始動し、エキゾティクス以来となる吉田建のプロデュース作品で、アルバム『彼は眠れない』先行シングルだが、シングルとはバージョンが異なっている。
同時代のバンドブームを意識した体制で、表題曲の作詞はパール兄弟のサエキけんぞう、作曲は当時プリンセス プリンセスのボーカルだった奥居香が手がけている。
ジャケットに描かれた「FIGURE ME OUT」（俺を理解しろ）の文字は、かつて「渚のラブレター」のジャケットにも記載されていた。
同年末の『第40回NHK紅白歌合戦』では本来この曲が演奏される予定だったが、「ポラロイド」が商標にあたるためNGとなり、代わって翌年にシングルカットされた「DOWN」が演奏された。

## 収録曲
- 全編曲:吉田建

1. ポラロイドGIRL
作詞:サエキけんぞう、作曲:奥居香
2. DAYS
作詞:松井五郎、作曲:徳永英明